# 吳光哲
吳光哲（오광철，1959年6月15日—），北韓政治家，官至朝鮮貿易銀行總裁、國家財政金融委員會副委員長及最高人民會議代議員。他與朝鮮對外經濟合作促進委員會白賢峰及千里馬制鋼聯合企業總經理金炯南被認為是北韓具備能力的經濟人才。

## 生平
吳光哲出生地不詳，早期事跡也不太清楚，只知他畢業於金日成綜合大學的法語系，曾在俄羅斯留學。1987年，他被任命為替北韓政府賺取外匯的朝鮮貿易銀行法國分公司當科長。1992年，他因沒有向法國海關申報帶2百萬美元現金離境而被扣查。雖然如此，他還是在1998年成為該銀行的駐法國代表。
2003年，吳光哲已經返回北韓，並當選為最高人民會議代議員。兩年後，他被起用為朝鮮貿易銀行的總裁。2006年12月，他到北京出席美國駐華大使館內舉行的匯業銀行工作小組會議，討論北韓的偽幣問題。2007年，他獲委任為國家財政金融委員會副委員長。2009年，他成功連任最高人民會議代議員一職。同年5月，他與中國銀行董事長肖鋼會面。

## 資料來源
1. 1 2  "BDA 吴光哲，秘密运出美元被捕经历" 《Daily NK》 2006 12 22
2. 1 2 3 4  .   [2014-01-29]. （原始内容存档于2016-03-05）.
3. ↑  "“BDA會議”北方代表吳光哲備受關注" 《朝鮮日報》中文版 2006 12 20
4. ↑  "中国银行董事长肖钢会见朝鲜贸易银行吴光哲董事长一行" 《國際金融》 2009年第6期